# Султан (соцветие)

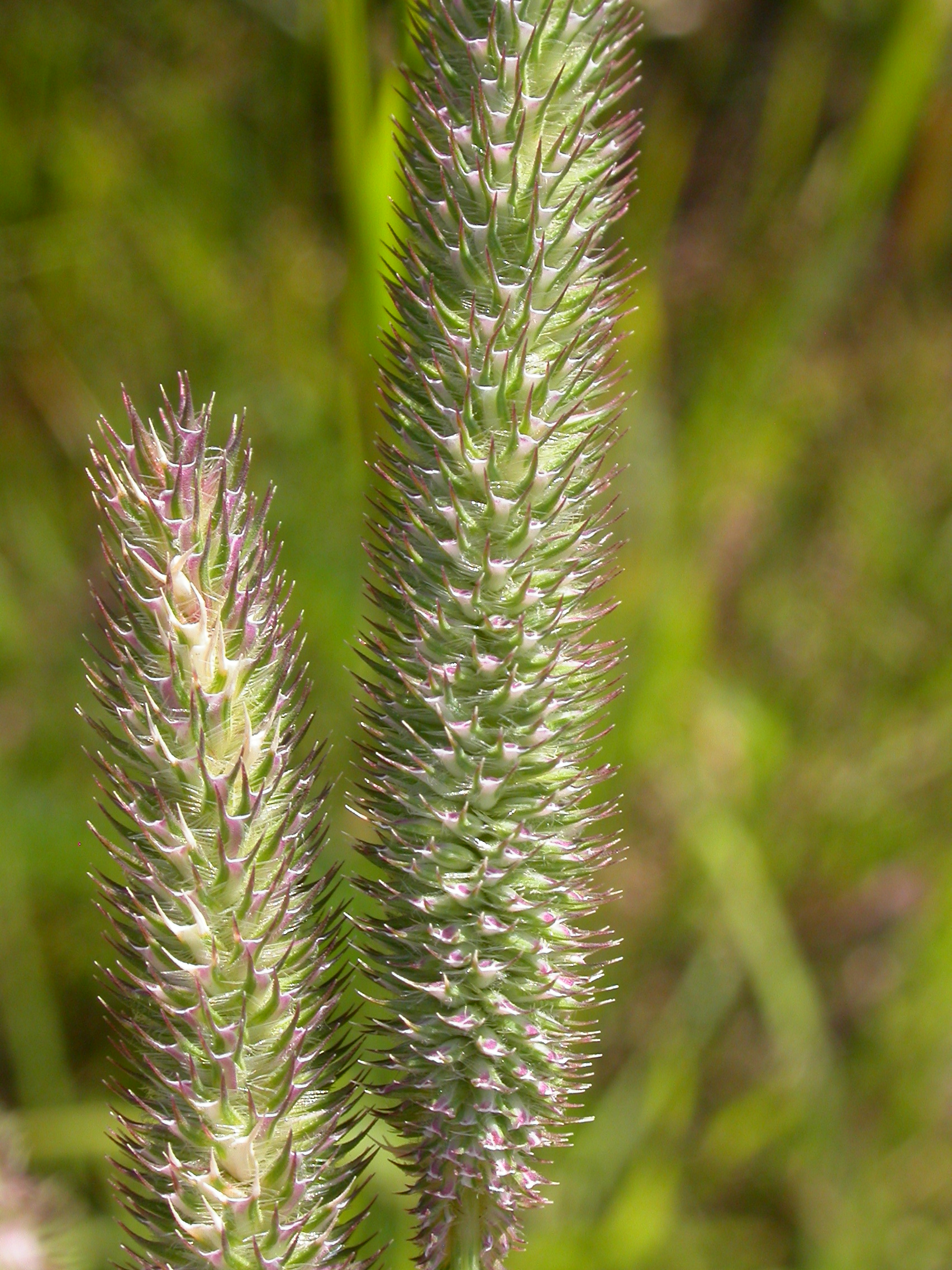
Султан тимофеевки луговой

Султа́н (лат. anthurus), в ботанике — колосовидная метёлка, ложный колос. Похож на сложный колос (скученные колоски с короткими веточками), но по сути представляет сжатую метёлку.
Данное соцветие характерно для некоторых родов семейства злаки: лисохвост (Alopecurus), тимофеевка (Phleum) и др.
СУЛТА́Н в ботанике, соцветие, у которого цветки сидят на очень коротких цветоножках; характерно для некоторых родов сем. злаков (лисохвоста, тимофеевки и ряда др.). С. занимает промежуточное положение между колосом и метёлкой.